# باشترما
باشترما (انگلیسی: Bashterma) یک شهرک در شهرستان بلاگووارسکی باشقیرستان کشور روسیه است.